# El Campeón
El Campeón è un film del 2024 diretto da Carlos Therón.
Il film è il remake spagnolo del film italiano Il campione di Leonardo D'Agostini.

## Trama
Diego è un giocatore di calcio molto talentuoso ma dal punto di vista disciplinare completamente ingestibile. Gli viene così assegnato un tutore con il compito di fargli gestire la rabbia.

## Distribuzione
Il film è stato distribuito sulla piattaforma Netflix il 12 luglio 2024.